# Frida Knight
Frida Knight (1910–1996), nacida como Frideswide Frances Emma Stewart, fue una escritora y activista británica, que fue brigadista internacional en la guerra civil española, hecho que marcó su vida y parte de su obra.

## Trayectoria
Estudiante de música y teatro, Knight viajó con su hermana a Alemania en 1928, estudió violín y, posteriormente, asistió al Royal College of Music. Asistió al Manchester University Settlement y a la Universidad de Hull. En 1935 visitó la Unión Soviética en un viaje organizado por la Liga Dramática Británica.
Kinght se unió a organizaciones como el Club del Libro de Izquierda y al Partido Comunista de Gran Bretaña, formando comités locales de ayuda española tras el estallido de la Guerra Civil Española. Llegó a España en 1937 conduciendo una ambulancia desde Londres hasta Murcia. Una vez en España visitó los distintos frentes de guerra, trabajó ayudando a niños refugiados y se encargó de la oficina de prensa de las Brigadas Internacionales. También realizaba trabajos como traductora para los brigadistas ingleses y americanos. En 1937 trabajó  en un hospital de Murcia con Kathleen MacColgan y Eunice Chapman. Luchó en el frente de Madrid desde donde hizo crónicas radiofónicas.
En 1939 se traslada a Francia y colabora ayudando a los refugiados republicanos que habían sido acogidos en los campos franceses, allí es detenida en 1940 tras la invasión alemana. Knight estuvo  en el campo de concentración de Vittel (Vosges) del cual consiguió escapar en 1942 junto a Rosemary Say, con la ayuda de exiliados españoles y de la resistencia francesa, en una larga ruta por España, Portugal e Irlanda, durante la cual transportó información sobre la guerrilla antifranquista y un mensaje secreto del General De Gaulle enrollado en un cigarrillo. Continuó trabajando para la Francia Libre desde Londres. Estas fugas desde la Francia ocupada fueron el argumento de su primer libro.
El resto de su vida continuó participando en el activismo solidario, especialmente en defensa de la paz, y colaboró como traductora para diversas entidades como la Asociación por las Naciones Unidas, el Congreso Nacional Africano, el Cambridge Peace Council o la Cambridge Cuba Solidarity Campaign. Escribe y publica las biografías de Beethoven y William Frend.

## Reconocimientos
El 6 de noviembre de 1996, tras su fallecimiento y por expreso deseo antes de morir, una parte de sus cenizas fueron esparcidas en el puente de los Franceses de Madrid, al acto asistieron varios brigadistas, que cantaron La Internacional y Puente de los Franceses. El 6 de noviembre de 2022, en el marco de un Acto en el Monumento a las Brigadas Internacionales en la Universidad Complutense  organizado por el Foro por la Memoria de la Comunidad de Madrid y la Asociación de Amigos de las Brigadas Internacionales, se realizó una ofrenda floral en el Puente de los Franceses donde se recordó especialmente a Frida Knight.

## Obras
- Dawn Escape, Everybody's Books (1943)
- The Strange Case of Thomas Walker, Lawrence & Wishart (1957)
- University Rebel: the life of William Frend (1757–1841), Littlehampton Book Services Ltd (1971)[14]
- Beethoven and the Age of Revolution, International Publishers (1973)[15]
- Letters to William Frend from the Reynolds family of Little Paxton and John Hammond of Fenstanton 1793–1814 (editor, 1974)[16]
- The French Resistance, 1940 to 1944, Lawrence & Wishart, (1975)[17] (First published in Marxism Today, December 1965)
- Cambridge Music: from the Middle Ages to modern times (1980)[18]
- Firing a Shot for Freedom, the Memoirs of Frida Stewart, with a foreword and afterword by Angela Jackson, The Clapton Press (2020), ISBN 978-1-913693-00-8

## Vida personal
Era hija de Jessie Graham Crum y Hugh Fraser Stewart; y tuvo dos hermanos, su hermana Caitin (Katherine), y su hermano Ludovic, casado con Alice Mary Naish. Su padre era el decano del Trinity College y su madre la primera mujer que curso estudios universitarios en Newnham. Dejó la escuela a los 14 años por un problema cardíaco y vivió un tiempo en Italia. Se casó con Bert Knight y tuvo cinco hijos.